# Рыклин, Владимир Михайлович
Владимир Михайлович Рыклин (род. 25 марта 1934, Москва) — советский и американский художник-график, плакатист, один из ярчайших представителей фантастического реализма. Член Союза художников СССР.

## Биография
Родился 25 марта 1934 в Москве.
Служил на флоте, в частности на крейсере «Киров». В 1960 году окончил Московское областное художественное педагогическое училище изобразительных искусств памяти восстания 1905 года. Работал в области культурно-зрелищного (главным образом — циркового) плаката, промграфики, книжной иллюстрации. В 1976 году эмигрировал в США в составе группы известных авангардных советских художников и скульпторов (в том числе Эрнст Неизвестный, Михаил Шемякин и др.). До выхода на официальную пенсию работал художником сцены на шоу Дэвида Литтермана (прообраз «Вечернего Урганта»), а также главным художником в шоу Saturday Night Live.

## Творчество
Создатель многочисленных плакатов для Венской оперы, Нью-Йоркского балета, Московского цирка. Участвовал в многочисленных групповых и персональных выставках в США, Канаде, Польше, Англии, Бельгии.
Работы Рыклина находятся в многочисленных частных коллекциях по всему миру, а также в музеях и постоянных экспозициях галерей.
В живописном мире Владимира Рыклина фигурируют любимые автором литературные герои (Дон Кихот, Санчо Панса, персонажи «Мастера и Маргариты» Булгакова и рассказов Эдгара По), исторические фигуры (Наполеон, Ленин, Распутин), музыканты, поэты и художники (Паганини, Высоцкий, Энди Уорхол, Обри Бёрдслей) и сложный набор аксессуаров современного российского и западного быта вперемешку со свободно взятыми историческими деталями архитектуры, живописи и музыки.
Рыклин не старается замаскировать своё увлечение Брейгелем, Босхом и Шагалом. В трактовке пейзажа у него много от немецких романтиков начала XIX века (Каспар Давид Фридрих, Мориц фон Швинд). Близок ему и сказочный мир Х. К. Андерсена.
Из всех этих разнообразных, но связанных общим мироощущением элементов Владимир Рыклин создаёт сложные многофигурные композиции, которые можно определить как своего рода «рассказы» о внутреннем состоянии автора — о том, что его впечатляет, беспокоит, поражает, о тех сопоставлениях и контрастах, которые ему приходят в голову, о личных проблемах, чувствах и увлечениях.

Картины Владимира Рыклина
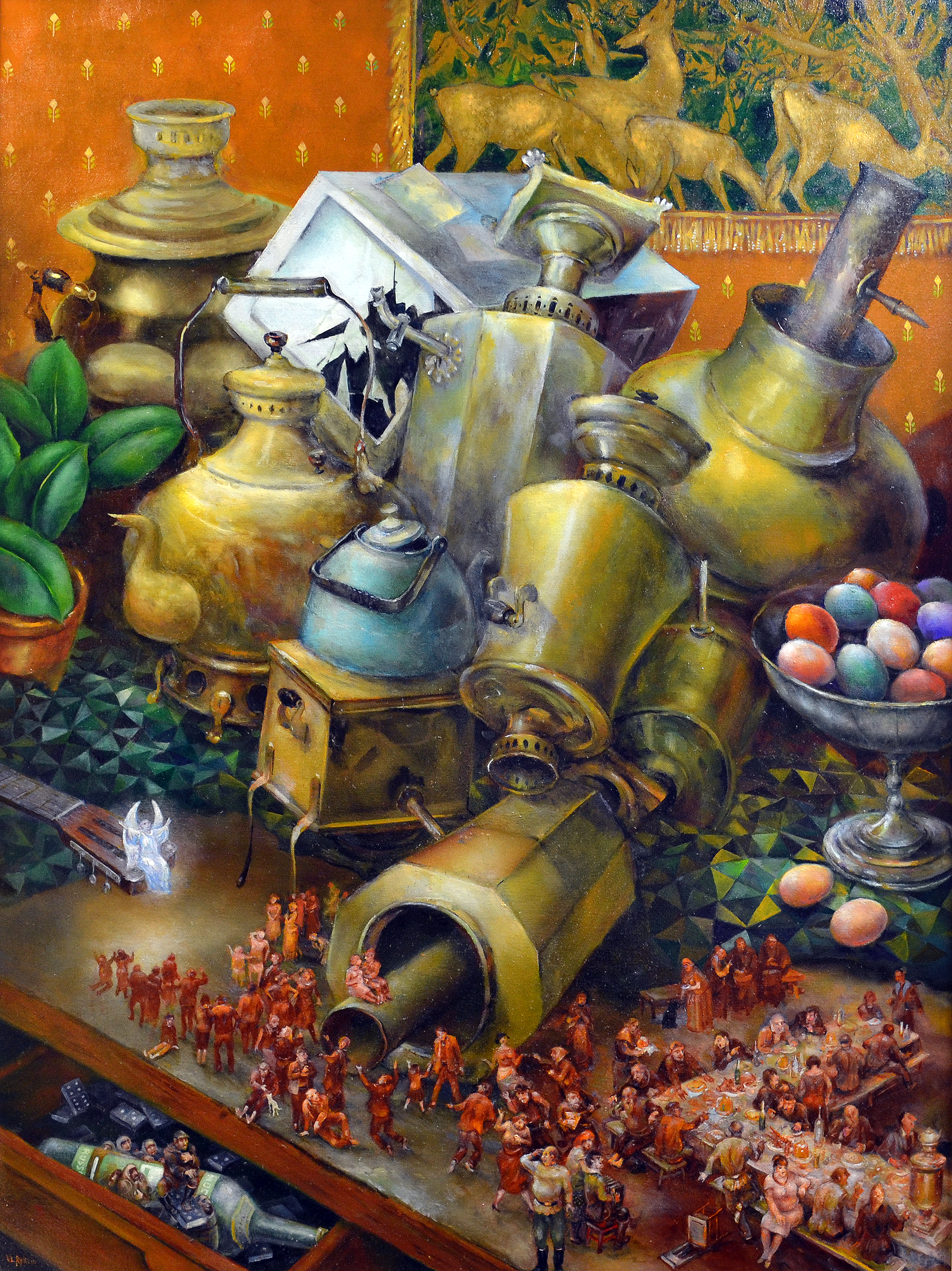
Angel
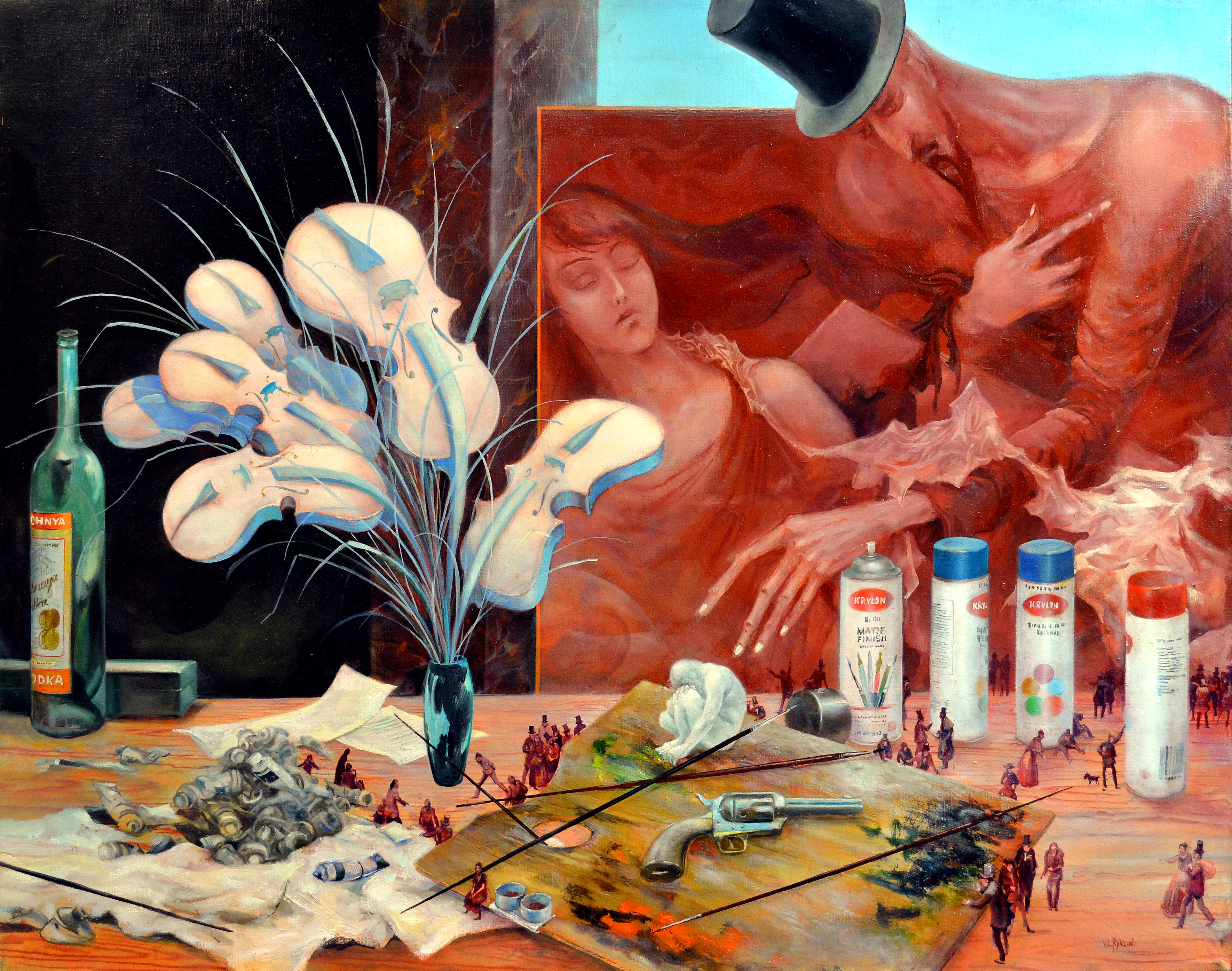
Blues
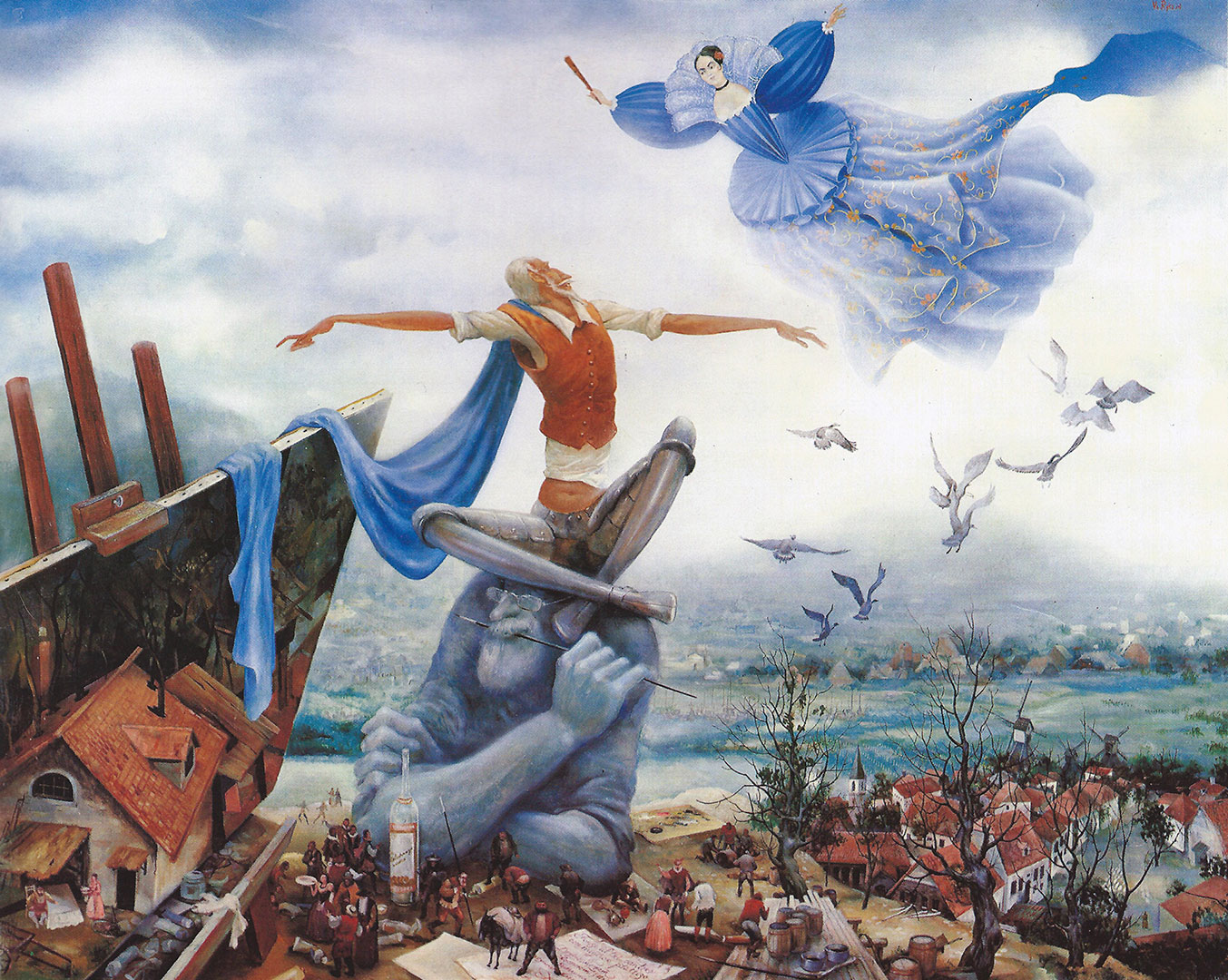
Don Quixote's Dreams
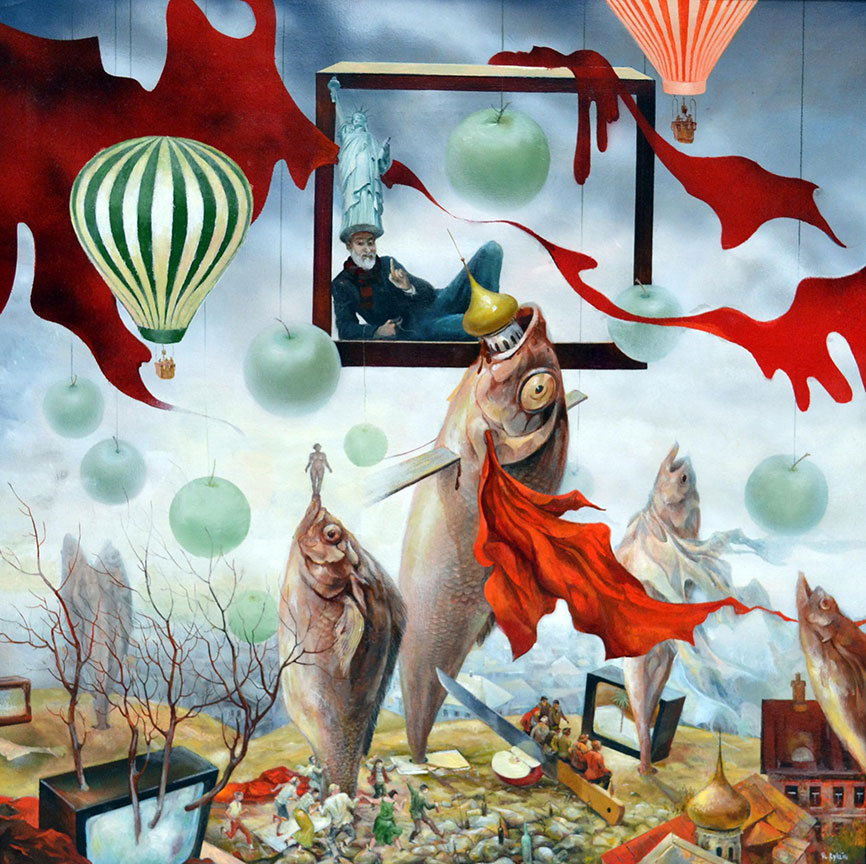
Sienced Freedom

## Награды и признание
- I премия Конкурса на лучший плакат года (СССР, 1974).